# Campo magnético terrestre

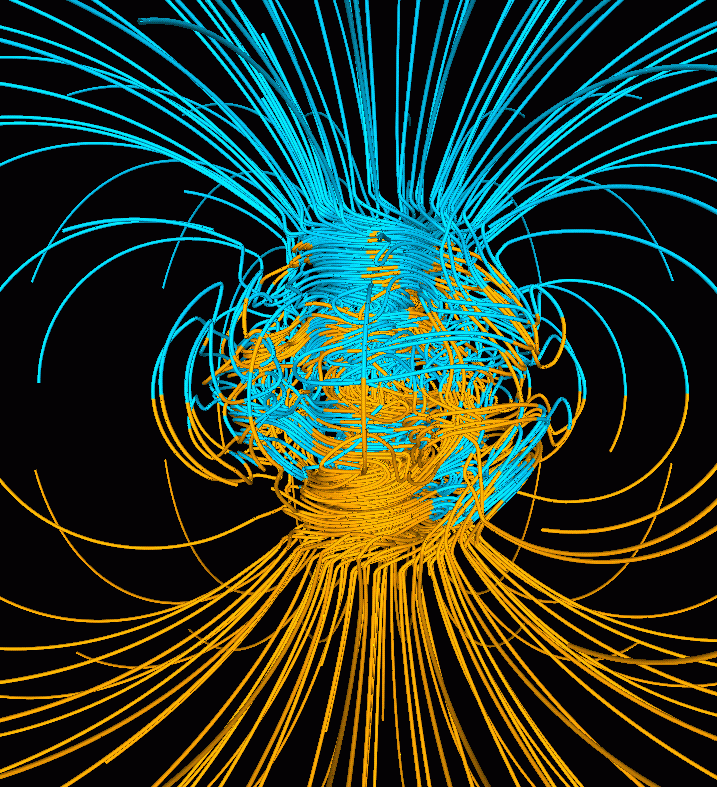
Simulación por computadora de las líneas del campo terrestre en un periodo estándar entre inversiones (azules cuando el campo apunta hacia el centro y amarillas cuando apunta hacia fuera); el eje de rotación de la tierra está centrado y en la vertical; la distribución más compleja de líneas corresponde a la parte líquida del núcleo terrestre.

El campo magnético terrestre (también llamado campo geomagnético) es el campo magnético que se extiende desde el núcleo interno de la Tierra hasta el espacio. El campo magnético terrestre se puede aproximar con el campo creado por un dipolo magnético (como un imán de barra) inclinado un ángulo de 11,5 grados con respecto al eje de rotación terrestre.
Su magnitud en la superficie de la Tierra varía de 25 a 65 µT (microteslas), 25.000 a 65.000 nT (nanoteslas) o 0.25-0.65 G (gauss) siendo mayor en los polos y menor en el ecuador magnético. Este campo es el responsable de que la aguja de la brújula se oriente señalando la misma dirección. 
El campo de la Tierra cambia con el tiempo en intensidad y orientación porque se genera por el movimiento de aleaciones de hierro fundido en el núcleo externo del planeta Tierra (la geo-dínamo). Por ejemplo, el polo norte magnético se desplaza a razón de 40 km/año, lo suficientemente lento como para que las brújulas sean útiles en la navegación. 
Al cabo de ciertos periodos de duración aleatoria (con un promedio de duración de varios cientos de miles de años), el campo magnético de la Tierra se invierte (el polo norte y sur geomagnético permutan su posición). Estas inversiones dejan un registro en las rocas que permiten a los paleomagnetistas calcular la deriva de continentes en el pasado y los fondos oceánicos resultado de la tectónica de placas.
El campo magnético interacciona con el viento solar en una región llamada magnetosfera que se extiende por encima de la ionósfera, más arriba de los 500 km de altura y hasta miles de kilómetros en el espacio. Esta capa protege a la Tierra de los rayos cósmicos que destruirían la atmósfera externa, incluyendo la capa de ozono que protege a la Tierra de la dañina radiación ultravioleta.

## Importancia
La Tierra está mayormente protegida del viento solar, un flujo de partículas energéticas cargadas que emana del Sol, por su campo magnético, que desvía la mayor parte de las partículas cargadas. Estas partículas destruirían la capa de ozono, que protege a la Tierra de dañinos rayos ultravioleta.
El cálculo de la pérdida de dióxido de carbono de la atmósfera de Marte —que resultó en la captura de iones del viento solar— es coherente con la pérdida casi total de su atmósfera consecuencia del apagado del campo magnético del planeta.
La polaridad del campo magnético de la Tierra se registra en las rocas ígneas y sedimentarias. Las inversiones son detectables como bandas centradas en las dorsales oceánicas en las que el lecho oceánico se expande, mientras que la estabilidad de los polos geomagnéticos entre los diferentes sucesos de inversión permite a los paleomagnetistas seguir la deriva de continentes. Las inversiones también constituyen la base de la magnetoestratigrafía, un método de datar rocas y sedimentos. El campo también magnetiza la corteza; pudiéndose usar las anomalías para detectar menas de minerales valiosos.
Los seres humanos han usado brújulas para orientarse desde el siglo XI a. C., y para la navegación desde el siglo XII.

## Principales características

### Descripción

Sistemas de coordenadas más usados para representar el campo magnético terrestre.

El campo magnético puede ser representado en cualquier punto por un vector tridimensional (ver figura). Una forma común de medir su dirección es usar una brújula para determinar la dirección del norte magnético. Su ángulo con respecto al norte geográfico se denomina declinación. Apuntando hacia el norte magnético el ángulo que el campo mantiene con la horizontal es la inclinación. La intensidad (F) del campo es proporcional a la fuerza que se ejerce sobre el imán. También se puede usar una representación con coordenadas XYZ en las que la X es la dirección de los meridianos (con sentido al norte geográfico), la Y es la dirección de los paralelos (sentido hacia el este) y la Z es la dirección vertical (con el sentido hacia abajo apuntando al centro de la Tierra).

#### Intensidad
La intensidad de campo es máxima cerca de los polos y mínima cerca del ecuador. Es medida con cierta frecuencia en Gauss (una diezmilésima de Tesla), pero normalmente se representa usando los nanoteslas (nT), siendo 1 G = 100 000 nT. El nanotesla también es llamado un Gamma). El campo varía entre aproximadamente 25 000 y 65 000 nT (0.25-0.65 G). En comparación el imán de una nevera tiene un campo de 100 gauss.
Los mapas de isolíneas de intensidad son llamados cartas isodinámicas. En la imagen de la izquierda se puede ver una carta isodinámica del campo magnético de la Tierra. El mínimo de intensidad ocurre sobre América del Sur, mientras que el máximo ocurre sobre el norte de Canadá, Siberia y la costa de la Antártida al sur del continente australiano.

#### Inclinación
La inclinación viene dada por el ángulo por el que el campo apunta hacia abajo con respecto a la horizontal. Puede tener valores entre -90° (hacia arriba) y 90° (hacia abajo). En el polo norte magnético apunta completamente hacia abajo, y va progresivamente rotando hacia arriba al disminuir la latitud hasta la horizontal (inclinación 0°), que se alcanza en el ecuador magnético. Continúa rotando hasta alcanzar la vertical en el polo sur magnético. La inclinación puede ser medida con un círculo de inclinación.
Un mapa de isolíneas de inclinación de la Tierra se muestra en la figura de la derecha.

#### Declinación
La declinación es positiva para una desviación del campo hacia el este relativa al norte geográfico. Se puede estimar al comparar la orientación de una brújula con la posición del polo celeste. Los mapas incluyen normalmente información de la declinación como un pequeño diagrama que muestra la relación entre el norte magnético y geográfico. La información de la declinación para una región puede ser representada por una carta isogónica (mapa de isolíneas que unen puntos con la misma declinación).
Una carta isogónica del campo magnético terrestre se muestra en la imagen de la izquierda.

### Aproximación dipolar
Cerca de la superficie de la Tierra, el campo magnético de ésta puede ser razonablemente aproximado por el creado por un dipolo magnético localizado en el centro de la Tierra e inclinado con un ángulo de 11.5° con respecto al eje de rotación del planeta. El dipolo es aproximable a un imán de barra, con el polo sur apuntando hacia el polo norte geomagnético. El polo norte de un imán se define a partir de la atracción hacia el polo norte de la Tierra. Sobre la base de que el polo norte de un imán atrae al polo sur de otros imanes y repele los polos nortes, debe ser atraído al polo sur del imán de la Tierra. Este campo dipolar supone alrededor de un 80-90 % del campo total en la mayor parte de las localizaciones.

### Polos magnéticos

El movimiento del polo norte magnético de la Tierra a lo largo del ártico canadiense.

La posición de los polos magnéticos puede definirse por lo menos de dos maneras. Un polo de inclinación magnética es un punto de la superficie terrestre cuyo campo magnético es totalmente vertical.
La inclinación del campo de la Tierra es de 90° en el polo norte magnético y -90° en el polo sur magnético. Los dos polos se desplazan independientemente del otro y no están situados perfectamente enfrentados en puntos opuestos del globo. Su desplazamiento puede ser rápido: se han detectado movimientos del polo norte magnético por encima de los 40 km por año. A lo largo de los últimos 180 años, el polo norte magnético ha estado migrando hacia el noroeste, desde el Cabo Adelaida en la península Boothia en 1831 hasta la bahía Resolute a 600 km de distancia en 2001. El ecuador magnético es la curva de nivel cero (el campo magnético es horizontal).
Si se traza una línea paralela al momento del dipolo que más se aproxima al campo magnético terrestre los puntos de intersección con la superficie terrestre son llamados los polos geomagnéticos. Es decir, el polo norte y sur geomagnéticos serían equivalentes al polo norte y sur magnético si la Tierra fuera un dipolo perfecto. Sin embargo, el campo de la Tierra presenta una contribución significativa de términos no dipolares, por lo que los polos no coinciden.

## Magnetosfera
Buena parte de las partículas cargadas provenientes del viento solar son atrapadas en los cinturones de Van Allen. Un pequeño número de partículas del viento solar consigue llegar, siguiendo una línea del campo magnético hasta la alta atmósfera y la ionosfera en las zonas aurorales. El único momento en el que el viento solar es observable desde la Tierra es cuando es suficientemente fuerte como para producir fenómenos como la aurora y las tormentas geomagnéticas. Las auroras de cierta magnitud en cuanto a brillo calientan notoriamente la ionosfera, causando que su plasma se expanda hacia la magnetosfera, incrementando el tamaño de la geosfera de plasma, y causando el escape de masa de la atmósfera en el viento solar. Las tormentas geomagnéticas ocurren cuando la presión de los plasmas contenidos dentro de la magnetosfera es suficientemente grande como para hincharse y en consecuencia distorsionar el campo geomagnético.

Simulación de la interacción entre el campo magnético terrestre y el campo magnético interplanetario. La magnetosfera se comprime en la «parte diurna» que afronta al Sol, debido a la acción de las partículas que llegan y se extiende en el «lado nocturno».

El viento solar es responsable de la forma promedio de la magnetosfera terrestre. Las fluctuaciones en su velocidad, densidad y dirección afectan notablemente al entorno local del planeta. Por ejemplo, los niveles de radiación ionizante e interferencias de baja frecuencia pueden variar en factores de cientos a miles; la forma y localización de la magnetopausa y la onda de choque (en la cara situada a contracorriente) puede variar en varios radios terrestres, exponiendo a los satélites geosíncronos a los efectos del viento solar directo. Esos fenómenos son conocidos de manera colectiva como meteorología espacial. El procedimiento de desprendimiento y pérdida de masa atmosférica se provoca cuando el gas es atrapado en burbujas de campo magnético, que son arrancadas por el viento solar. Además, las variaciones en la intensidad del campo magnético se han correlacionado con la variación de la precipitación en los trópicos.

## Dependencia temporal

### Variaciones a corto plazo

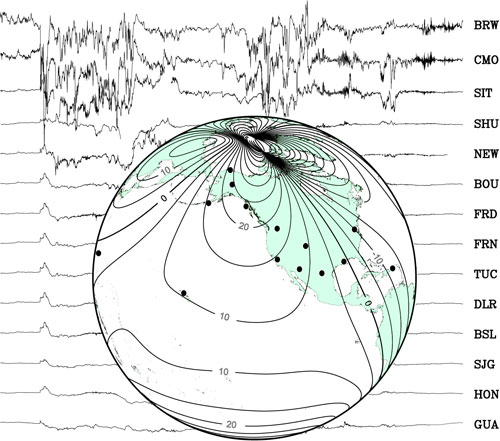
Fondo: Un grupo de medidas de observatorios magnéticos mostrando una tormenta magnética en el año 2000.
Globo terráqueo: Mapa que muestra las localizaciones de diferentes observatorios y las isolíneas de intensidad horizontal de campo en unidades de μT.

El campo geomagnético cambia en escalas de tiempo desde los milisegundos a millones de años. Las escalas temporales más reducidas vienen dadas a partir de los flujos en la ionosfera (la dinamo de la ionosfera) y la magnetosfera; alguno de estos cambios se puede hacer corresponder a tormentas geomagnéticas o variaciones diarias en las corrientes. Los cambios en escalas de tiempo superiores a un año reflejan cambios del interior de la Tierra, en particular del núcleo rico en hierro.
Con frecuencia la magnetosfera terrestre es impactada por erupciones solares que provocan tormentas geomagnéticas, cuyo resultado son las auroras. La inestabilidad a corto plazo del campo se mide con el índice K.
Datos recogidos por el THEMIS muestran que el campo magnético, que interacciona con el viento solar, disminuye cuando la orientación del campo magnético se alinea entre el Sol y la Tierra, en contradicción con hipótesis previas. En el trascurso de tormentas solares, esto podría conllevar el apagón y diversos daños de los satélites artificiales.

### Variación secular

Variación estimada de las isolíneas de declinación entre 1590 y 1990 (hacer clic para ver la animación).

Los cambios del campo magnético terrestre en escalas temporales de un año o superiores son denominados variación secular. En intervalos de cientos de años se ha observado que la declinación magnética varía en decenas de grados. En la animación de la derecha se muestra cómo ha ido cambiando la declinación a lo largo de los siglos.
La dirección e intensidad del dipolo cambia con el tiempo. En los dos últimos siglos la fuerza del dipolo ha estado decreciendo a un ritmo de un 6,3 % por siglo. Con esta tasa de disminución el campo se anularía en 1600 años. Sin embargo, esta intensidad es similar al promedio de los últimos 7000 años, y la tasa de cambio actual no es anómala.
Una característica notable de la componente no dipolar de la variación secular es el arrastre hacia el oeste con un ritmo de alrededor 0.2° por año. Este arrastre no es igual en todos los puntos y ha variado a lo largo del tiempo. El arrastre global promedio ha sido hacia el oeste desde el 1400 d. C. pero hacia el este entre el año 1000 y 1400 d. C.
Los cambios anteriores a las medidas de observatorios magnéticos se registran en materiales arqueológicos y geológicos. Estos cambios son denominados como variación secular paleomagnética o variación paleosecular. Estos registros incluyen normalmente largos periodos de pequeñas variaciones con grandes cambios puntuales que reflejan inversiones geomagnéticas y excursiones geomagnéticas (interrupciones «súbitas» del campo no aparejadas a una inversión posterior, sino que retornan a la polaridad inicial).

### Inversiones del campo
Aunque el campo magnético de la Tierra está de forma general bien aproximado por un dipolo magnético con su eje cerca del de rotación, ocurren de manera ocasional eventos dramáticos en los que los polos norte y sur geomagnético se intercambian. Estos eventos se denominan inversiones geomagnéticas. La evidencia de estos eventos se encuentra en basaltos, testigos de sedimentos obtenidos del lecho oceánico, y de anomalías magnéticas del fondo marino. Las inversiones ocurren aparentemente a intervalos aleatorios de tiempo que varían entre menos de 100 000 años hasta 50 millones de años. El evento más reciente, denominado la inversión Brunhes-Matuyama, ocurrió hace 780 000 años.

Polaridad geomagnética durante el final de la era Cenozoica. Las zonas en color oscuro denotan periodos en los que la polaridad coincidía con la actual, mientras que las zonas de color claro denotan periodos de polaridad invertida.

Un estudio publicado en 2012 por el Centro de Investigación Alemán para las Ciencias de la Tierra sugiere que ocurrió una breve inversión hace solo 41 000 años durante la última edad del hielo.
La historia del campo magnético se registra principalmente en óxidos de hierro como la magnetita, que presentan propiedades ferromagnéticas, u otro tipo de estructuras que pueden ser magnetizadas por el campo magnético de la Tierra. La magnetización remanente, o remanencia, puede ser adquirida de más de una manera. En corrientes de lava, la dirección del campo se congela en pequeñas partículas magnéticas al enfriarse, originando la magnetización termo-remanente. En los sedimentos la orientación de las partículas adquiere cierta tendencia hacia el sentido del campo cuando se depositan en un suelo oceánico o en el fondo de un lago. Este proceso es denominado magnetización detrítica remanente.
La magnetización termo-remanente es la forma de remanencia que origina las anomalías magnéticas en las dorsales oceánicas. Al expandirse el lecho marino, el magma emana desde el manto y se enfriaría para formar corteza basáltica nueva. Durante el enfriamiento, el basalto guarda la dirección del campo terrestre. Este nuevo basalto se forma en ambos lados de la dorsal y se aleja de ella. Cuando el campo magnético terrestre se invierte, el nuevo basalto registra la dirección inversa. El resultado es una serie de bandas que son simétricas alrededor de la dorsal. Un barco remolcando un magnetómetro en la superficie del océano puede detectar estas bandas e inferir la edad del fondo marino. Esta circunstancia permite extraer información del ritmo al cual el lecho marino se ha expandido a lo largo del tiempo.
El datado radiométrico de los flujos de lava ha sido usado para calibrar una escala de tiempo de la polaridad geomagnética, parte de la cual se muestra en la imagen de la izquierda. Esta es la base de la magnetoestratigrafía, una técnica de correlación geofísica que puede ser usada para estimar la edad tanto de rocas sedimentarias como volcánicas así como de anomalías del fondo oceánico.
El estudio de flujos de lava en las montañas Steens, en el estado de Oregón, indican que el campo magnético podría haberse desplazado a un ritmo muy rápido, por encima de los 6 grados por día en un momento de inversión magnética.
Las inclinaciones temporales del dipolo que trasladan el eje del dipolo hasta el ecuador y entonces de vuelta a la polaridad original —nótese que sin llegar a producirse una inversión— son conocidas como «excursiones».

### Primera aparición
Un estudio paleomagnético llevado a cabo sobre dacita roja australiana y lava acojinada sugieren una estimación de que el campo magnético ha existido por lo menos desde hace 3450 millones de años.

### Futuro

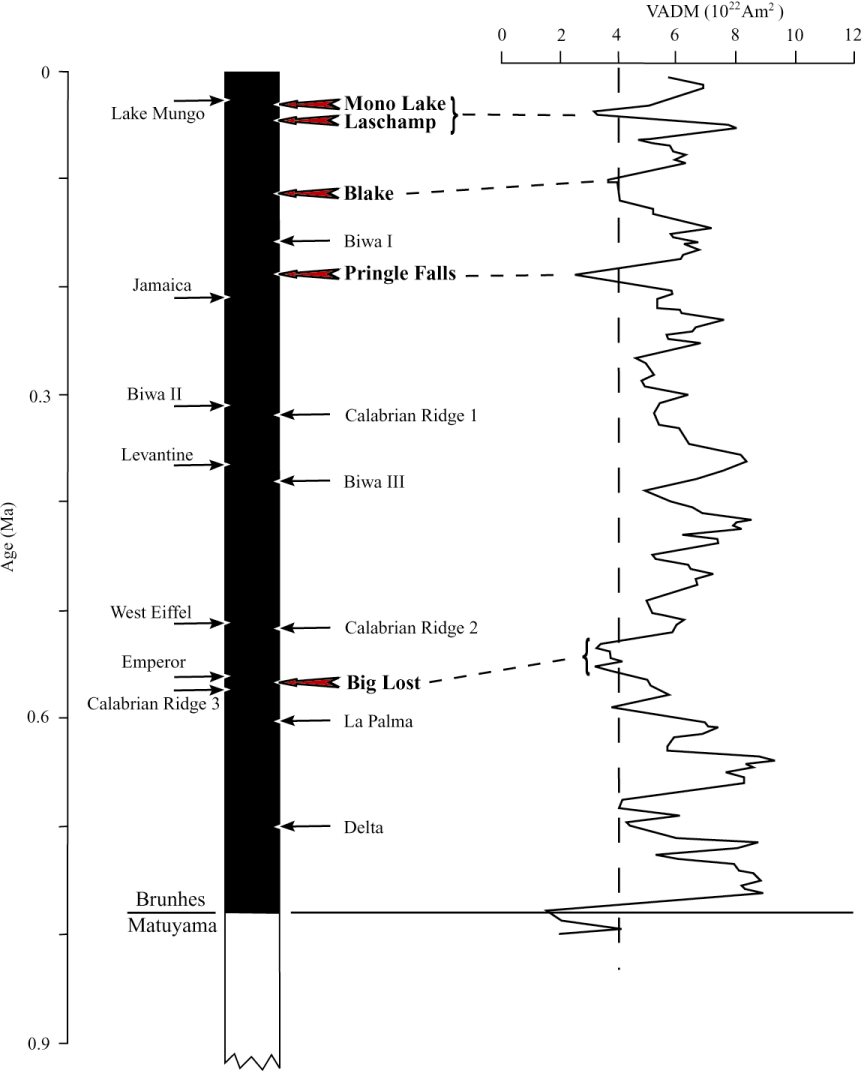
Variaciones del momento del eje virtual del dipolo desde la última inversión.

En la actualidad el valor promedio del campo geomagnético está disminuyendo; este deterioro corresponde a un 10-15 % del declive total en los últimos 150 años y se ha acelerado en los últimos años. La intensidad geomagnética ha decrecido de manera casi continua a partir de máximo un 35 % por encima del valor actual desde hace 2000 años. El ritmo de disminución y la intensidad actual están dentro del rango normal de variación, como se muestra por la información de anteriores valores del campo registrados en rocas (figura de la derecha).
La naturaleza del campo magnético de la Tierra es la de una fluctuación heteroscedástica. Una medida instantánea de él —o varias medidas a lo largo de décadas o siglos— no es suficiente como para extrapolar una tendencia general de la intensidad del campo. Este ha aumentado y disminuido en el pasado sin razón aparente. Además, indicar la intensidad local del campo del dipolo (o su fluctuación) no es suficiente para caracterizar el campo magnético terrestre como un todo, dado que no es estrictamente un campo dipolar. La componente dipolar de este puede disminuir a la par que el campo magnético total se mantiene o aumenta su magnitud.
El polo norte magnético terrestre se desplaza desde el norte de Canadá a Siberia con un ritmo acelerado: 10 km por año en el comienzo del siglo XX, y en 2003 por encima de los 40 km por año; desde entonces sigue acelerándose.

## Origen físico

### Núcleo de la Tierra y geodinamo

Esquema que ilustra la relación entre el movimiento del fluido conductor, organizado en rollos por la fuerza de Coriolis, y el campo magnético que el movimiento genera.

El campo magnético terrestre está mayoritariamente producido por las corrientes eléctricas que ocurren en el núcleo externo, de naturaleza líquida, que está compuesto de hierro y níquel fundido altamente conductor. El campo magnético se genera al formar una línea de corriente una espira cerrada (Ley de Ampère); un campo magnético variable genera un campo eléctrico (Ley de Faraday); y los campos eléctrico y magnético ejercen una fuerza sobre las cargas que fluyen en la corriente (la Fuerza de Lorentz). Estos efectos se pueden combinar en una ecuación diferencial en derivadas parciales para el campo magnético denominada «ecuación de inducción magnética»:
{\displaystyle {\frac {\partial \mathbf {B} }{\partial t}}=\eta \nabla ^{2}\mathbf {B} +\nabla \times (\mathbf {u} \times \mathbf {B} )}
Donde u es la velocidad del fluido, B es el campo magnético, y η=1/σμ es la difusividad magnética, siendo σ la conductividad eléctrica y μ la permeabilidad. El término de la parte izquierda de la ecuación representa la variación temporal explícita del campo, {\displaystyle \nabla ^{2}} es el operador de Laplace y {\displaystyle \nabla \times \ } es el operador rotacional.
El primer término en el lado derecho de la ecuación representa una componente de «difusión». En un fluido estacionario el campo magnético decrece y las concentraciones de campo se extienden. Si la dinamo terrestre se apagara la componente dipolar desaparecería en unas pocas decenas de miles de años.
Obsérvese que en un conductor perfecto (conductividad σ=∞) no habría difusión. Según la ley de Lenz, cualquier cambio del campo magnético sería instantáneamente contrarrestado por corrientes, por lo que el flujo a través de un volumen de fluido dado no podría cambiar. Al moverse el fluido, el campo magnético se desplazaría con él. El teorema que describe este efecto se llama «Teorema del flujo congelado». Incluso en un fluido con una conductividad finita, se generaría nuevo campo en el estiramiento de las líneas de campo al moverse el fluido de manera que lo deforme. Este proceso podría continuar generando campo de manera indefinida, si no fuera porque al aumentar la intensidad de este, se opone al movimiento del fluido.
El movimiento del fluido se mantiene por convección —movimiento basado en la flotabilidad—. La temperatura se incrementa hacia el centro de la Tierra, y cuanto más grande sea la temperatura del fluido en profundidades mayores más ligero se convierte. Esta flotabilidad está acentuada por la separación química. Al enfriarse el núcleo, parte del hierro fundido se solidifica y se adhiere al núcleo interno. En el proceso elementos más ligeros se quedan en el fluido, haciéndolo menos denso. Eso se llama «convección posicional». La fuerza de Coriolis, consecuencia de la rotación del planeta, tiende a organizar al fluido en rollos alineados en la dirección del eje polar norte-sur.
El simple movimiento convectivo de un fluido conductor no es suficiente como para garantizar la generación de un campo magnético. El modelo explicado arriba asume el movimiento de cargas (como electrones con respecto al núcleo atómico), el cual es un requerimiento para generar un campo magnético. Sin embargo, no está claro cómo este movimiento de cargas surge en el fluido que circula en el núcleo externo. Los posibles mecanismos que lo explicarían incluyen reacciones electroquímicas que crean el equivalente de una pila generando corriente eléctrica en el fluido o un efecto termoeléctrico (estos dos mecanismos están de alguna forma superados). Campos magnéticos remanentes en materiales magnéticos del manto, que están más fríos que su temperatura de Curie, también proveerían campos magnéticos a modo de «estátor» de inicio, que inducirían las corrientes requeridas en el flujo convectivo del fluido comportándose como una dinamo. Estos mecanismos fueron analizados por Philip William Livermore.
El campo magnético promedio en el núcleo externo de la Tierra se calculó en alrededor de 25 G, 50 veces superior al campo en la superficie.
En 2016 un equipo de investigación del centro nacional para la  investigación científica (CNRS) y la Universidad Blas Pascal han propuesto otro mecanismo implicado en el mantenimiento de los movimientos de los fluidos metálicos del interior del planeta. Este mecanismo es el efecto de las fuerza de marea causadas por la Luna, que no solo causan el abultamiento de los océanos, sino que también deforman elásticamente el manto terrestre. Esta deformación podría estimular continuamente el movimiento de la aleación de hierro líquido que constituye el núcleo exterior y así generar el campo magnético de la Tierra.

### Modelos numéricos
La ecuaciones de la geodinamo son extremadamente complejas de resolver, y el realismo de las soluciones está limitado principalmente por la potencia de cálculo. Durante décadas los teóricos estuvieron limitados a la creación de dinamos cinemáticas, en los que la velocidad del fluido está prescrita con antelación al cálculo del efecto del campo magnético. La teoría de dinamo cinemática era esencialmente cuestión de probar diferentes geometrías del flujo y comprobar si podía adaptarse a una dinamo.
Los primeros modelos de dinamo autoconsistentes, los que determinan tanto la velocidad del fluido como el campo magnético, fueron desarrollados por dos grupos en 1995, uno en Japón y otro en los Estados Unidos.
El último recibió mucha atención porque consiguió de manera satisfactoria reproducir algunas de las características del campo terrestre, incluyendo las inversiones geomagnéticas.

### Corrientes en la ionosfera y la magnetosfera
Las corrientes eléctricas inducidas en la ionosfera generan campos magnéticos (región de dinamo ionosférica). Este tipo de campo siempre es generado en la zona donde la atmósfera se encuentra más cercana al Sol, y causa alteraciones diarias que puede alterar los campos magnéticos en la superficie hasta 1°. Las variaciones típicas diarias de la intensidad del campo son de alrededor 25 nT, con variaciones en la escala de los segundos en el orden de 1 nT.

### Anomalías magnéticas de la corteza

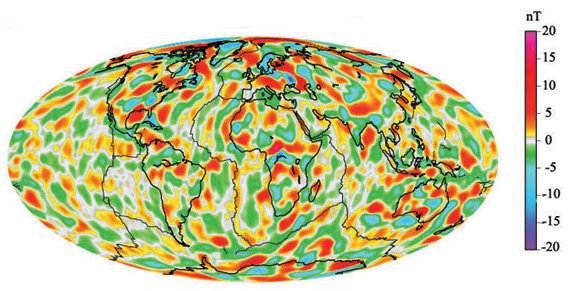
Modelo para las componentes de menor longitud de onda del campo magnético terrestre, atribuidas a anomalías en la litosfera.

Los magnetómetros detectan desviaciones del campo magnético terrestre causado por artefactos de hierro, algunos tipos de estructuras de piedra, e incluso zanjas y yacimientos arqueológicos.
El uso de instrumentos adaptados de detectores aéreos se desarrolló durante la Segunda Guerra Mundial para detectar submarinos y las variaciones magnéticas del suelo oceánico han sido mapeadas. El basalto, la roca volcánica rica en hierro que compone la mayoría del suelo oceánico, contiene un mineral fuertemente magnético (la magnetita) y puede distorsionar las lecturas de las brújulas en un ámbito local. Esta distorsión fue detectada por marineros islandeses ya a finales del siglo XVIII. De manera más importante, debido a la presencia de magnetita, que proporciona al basalto cualidades magnéticas medibles, estas variaciones magnéticas suponen otro medio para estudiar el suelo del océano. Cuando la recién creada roca se enfría, los materiales magnéticos dejan registro del campo magnético terrestre de ese momento preciso.

## Medida y análisis

### Detección
La intensidad del campo magnético fue medida por primera vez por Carl Friedrich Gauss en 1835 y ha sido medida en numerosas ocasiones desde entonces, mostrando un decaimiento relativo de alrededor del 10 % en los últimos 150 años. El satélite Magsat y posteriormente otros satélites han empleado magnetómetros de tres ejes para sondear la estructura tridimensional del campo magnético de la Tierra. El satélite Ørsted señaló la existencia de una geodinamo-dinámica en acción que parece estar haciendo surgir un polo alternativo bajo el océano Atlántico al oeste de Sudáfrica.
Las unidades operadas por los distintos gobiernos especializadas en la medida del campo magnético terrestre son los llamadas observatorios geomagnéticos, con frecuencia parte de un departamento de investigación geológica nacional, por ejemplo el observatorio Eskdalemuir del Departamento de Investigación Geológica Británico (British Geological Survey). Estos observatorios son capaces de medir y predecir las condiciones magnéticas que en forma de tormentas magnéticas alteran con frecuencia a las telecomunicaciones, a la energía eléctrica y a otras actividades humanas.
Las distintas fuerzas militares determinan las características del campo geomagnético local con el objetivo de detectar anomalías que podrían ser causadas por un objeto metálico relevante —como un submarino sumergido—. Estos detectores de anomalías magnéticas son utilizados en aviones como el Nimrod británico o remolcados como instrumental en barcos.
En el ámbito comercial, las compañías de prospección geofísica también usan detectores magnéticos para identificar anomalías producidas por menas de minerales interesantes económicamente, como la anomalía magnética Kursk.

## Modelos estadísticos
Cada medida del campo magnético se toma en un instante y lugar particular. Si se requiere una estimación precisa del campo en otros lugares y momentos, las medidas deben convertirse a un modelo válido para realizar predicciones.

### Armónicos esféricos

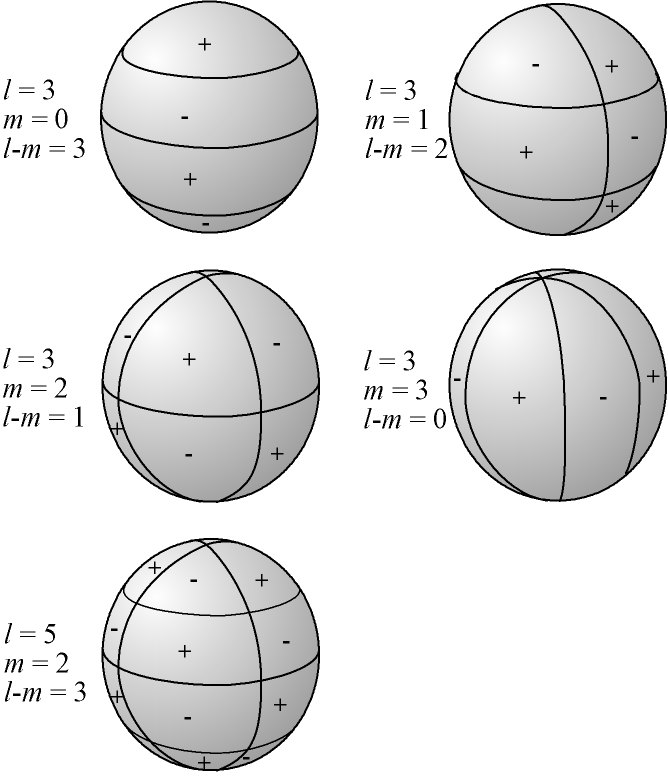
Representación esquemática de los armónicos esféricos sobre una esfera y sus líneas nodales. La función P_{ℓm} es nula en m círculos que pasan por los polos y en ℓ círculos de igual latitud. La función cambia de signo cada vez que se cruza una de estas líneas.

Ejemplo de campo cuadrupolar. También puede construirse al juntar dos dipolos. Si esta disposición fuera colocada en el centro de la Tierra, entonces una investigación científica en la superficie descubriría dos polos norte magnéticos (en los polos geográficos) y dos polos sur en el ecuador.

La forma más común de analizar las variaciones globales del campo magnético de la Tierra es ajustar las medidas a un grupo de armónicos esféricos. Este método fue empleado por primera vez por Carl Friedrich Gauss. Los armónicos esféricos son funciones que oscilan en la superficie de una esfera. Son el producto de dos funciones angulares, una que depende de la latitud y otra de la longitud. La función dependiente de la longitud es nula en un determinado número de círculos que pasan por los polos norte y sur; el número de dichas líneas nodales es el valor absoluto del orden m (o n, según fuente). El número de círculos de latitud en los que la función de latitud se anula es igual al orden ℓ. Cada armónico es equivalente a una determinada ordenación de las cargas magnéticas en el centro de la Tierra. Un monopolo es una carga magnética aislada, fenómeno que nunca ha sido observado. Un dipolo es el equivalente a dos cargas opuestas cercanas y un cuadrupolo dos dipolos juntos. Un ejemplo de campo cuadrupolar se muestra en la figura de debajo a la derecha.
Los armónicos esféricos pueden representar cualquier campo escalar que satisfaga determinadas propiedades. El campo magnético se trata de un campo vectorial, pero si se expresa en componentes cartesianas XYZ, cada componente es la derivada de una misma función escalar denominada el potencial magnético. Los análisis del campo magnético terrestre usan una versión modificada de los armónicos esféricos corrientes que difieren en un factor multiplicativo. Los ajustes de las medidas del campo magnético descomponen el campo magnético de la Tierra a una suma de armónicos esféricos, multiplicados cada uno por el coeficiente de Gauss (gmℓ o hmℓ) más apropiado.
El coeficiente de Gauss de menor orden g00, que proporciona la contribución de una carga magnética aislada es por tanto nulo (no se han detectado monopolos magnéticos). Los siguientes términos (g01, g11 y h11) determinan la dirección e intensidad de la contribución dipolar; el ajuste dipolar está inclinado con un ángulo de 10° con respecto al eje de rotación, tal como se ha descrito antes.

#### Dependencia radial
El análisis de armónicos esféricos puede ser usado para diferenciar las contribuciones externas e internas al campo cuando las medidas están disponibles a más de una altitud (por ejemplo, observatorios en superficie y satélites). En este caso, cada término de coeficiente gmℓ o hmℓ puede ser descompuesto en dos términos: uno que disminuye con el radio en un factor 1/rℓ+1 y otro que se incrementa con el radio con rℓ. Los términos crecientes son los que se ajustan a fuentes externas (corrientes en la ionosfera y la magnetosfera). Sin embargo, el promedio temporal de estas contribuciones a lo largo de unos pocos años es nulo.
El resto de términos predicen que el potencial de una fuente dipolar (ℓ=1) decae con 1/r3. El campo magnético, que es una derivada del potencial, cae por tanto con 1/r3. Los términos cuadrupolares caen con 1/r4. El resto de componentes de orden superior decaen con un orden progresivamente más rápido con el radio. El radio del núcleo externo es aproximadamente la mitad del radio terrestre. Si el campo en la frontera entre núcleo y manto se ajusta a armónicos esféricos, la componente dipolar es más pequeña en un factor 1/8 que la de la superficie. Por diversos argumentos, se suele asumir que sólo términos de orden 14 o inferior tienen su origen en el núcleo. Estos términos tienen longitudes de onda de 2000 km o inferiores. El resto de componentes de menor magnitud se atribuyen a anomalías en la corteza.

### Modelos globales
La Asociación Internacional de Geomagnetismo y Aeronomía emplea un modelo global estándar de campo denominado el International Geomagnetic Reference Field (Campo Geomagnético Internacional de Referencia). Se actualiza cada cinco años. El modelo de undécima generación, IGRF11, fue desarrollado usando datos de satélites (Ørsted, CHAMP y SAC-C) y de una red mundial de observatorios geomagnéticos. El desarrollo en armónicos esféricos fue truncado en orden 10, con 120 coeficientes, hasta el año 2000. Los modelos posteriores a esta fecha han sido truncados en un grado 13 (195 coeficientes).
Otro modelo de campo global es el producido conjuntamente por el National Geophysical Data Center estadounidense y el British Geological Survey británico. Este modelo se trunca en el orden 12 (168 coeficientes). Es el usado por el Departamento de Defensa de los Estados Unidos, el Ministerio de Defensa británico, la OTAN y la oficina hidrográfica internacional, así como por múltiples sistemas civiles de navegación.
Un tercer modelo, producido por el Centro de Vuelo Espacial Goddard (NASA y GSFC) y el Instituto Danés de Investigación Espacial, emplea un «modelado exhaustivo» que trata de conciliar datos de muy diferente resolución temporal y espacial obtenidos en superficie y de fuentes satelitales.

## Biomagnetismo
Existen animales —entre los que se incluyen varias especies de aves y tortugas— que pueden detectar el campo magnético de la Tierra y usarlo para orientarse durante sus migraciones. Las vacas y los ciervos tienden a alinear sus cuerpos en la dirección norte-sur al descansar, pero no cuando están cerca de líneas de alta tensión; esto ha llevado a creer a los investigadores que el magnetismo producido es el responsable.